# Chase Claypool
Chase Claypool (geboren am 7. Juli 1998 in Abbotsford, British Columbia) ist ein kanadischer American-Football-Spieler auf der Position des Wide Receivers. Er spielte College Football für Notre Dame. Zuletzt stand Claypool bei den Buffalo Bills in der National Football League (NFL) unter Vertrag, zuvor spielte er für die Pittsburgh Steelers, die Chicago Bears und die Miami Dolphins. In Anlehnung an den Spitznamen „Megatron“ von Calvin Johnson erhielt Claypool aufgrund seines vergleichbaren Körperbaus und seiner kanadischen Herkunft den Spitznamen „Mapletron“.

## College
Claypool wuchs im kanadischen Abbotsford, British Columbia, auf und ging dort auf die Secondary School, wo er Basketball und American Football spielte, nachdem er zuvor Football nach kanadischen Regeln gespielt hatte. Als Claypool 13 Jahre alt war, beging seine vier Jahre ältere Schwester Suizid. Das Andenken an seine Schwester, der auch eine Tätowierung auf seinem rechen Oberarm gilt, verstand Claypool als eine wichtige Motivation für seine weitere Karriere. Durch die Veröffentlichung von Highlight-Videos auf Facebook gewann Claypool an Bekanntheit und bekam schließlich zahlreiche Stipendienangebote von US-amerikanischen Colleges.
Von 2016 bis 2019 spielte Claypool Football am College für die University of Notre Dame in Indiana. In vier Spielzeiten für die Fighting Irish fing Claypool 150 Pässe für 2159 Yards Raumgewinn und 19 Touchdowns. Dabei konnte er seine Leistungen stetig steigern. Nachdem er in seinem ersten Jahr noch überwiegend in Special Teams zum Einsatz gekommen war, konnte er in seinem letzten Jahr am College 13 gefangene Touchdownpässe und 1037 Receiving Yards verbuchen.

## NFL
Beim NFL Combine machte Claypool dadurch auf sich aufmerksam, dass er den 40 Yard Dash in 4,42 Sekunden absolvierte, was für einen Spieler mit seiner Größe und seinem Gewicht als sehr schnelle Zeit gilt. Im NFL Draft 2020 wurde Claypool in der 2. Runde an 49. Stelle von den Pittsburgh Steelers ausgewählt.
Bei seinem NFL-Debüt am 1. Spieltag fing Claypool zwei Pässe für 39 Yards, in Woche 2 fing er mit einem langen Pass von Ben Roethlisberger für 84 Yards seinen ersten Touchdownpass in der NFL.
Beim 38:29-Sieg der Steelers über die Philadelphia Eagles am 5. Spieltag erzielte Claypool bei sieben gefangenen Pässe und 110 Receiving Yards drei Touchdowns, zudem erlief er einen weiteren Touchdown. Damit war er der erste Spieler der Steelers seit Roy Jefferson 1968, der in einem Spiel vier Touchdowns erzielte (ausgenommen Quarterbacks). Claypool wurde als AFC Offensive Player of the Week ausgezeichnet. Am 10. Spieltag gelang Claypool gegen die Jacksonville Jaguars nach einem Pass für 31 Yards sein zehnter Touchdown. Damit wurde er zum ersten Wide Receiver in der NFL seit 1970, der in seinen ersten zehn Spielen als Rookie zehn Touchdowns erzielte. Mit insgesamt 873 Yards bei 62 gefangenen Pässen war Claypool ähnlich erfolgreich wie Diontae Johnson und JuJu Smith-Schuster, die anderen beiden führenden Passempfänger der Steelers.
In der Saison 2021 kam Claypool mit 59 gefangenen Pässen für 860 Yards auf ähnliche Werte wie in der Vorsaison, fing dabei aber nur zwei Touchdownpässe.
Am 1. November 2022 gaben die Steelers Claypool kurz vor der Trade-Deadline im Austausch gegen einen Zweitrundenpick an die Chicago Bears ab. Zuvor hatte er bei den Steelers in acht Spielen als Starter 32 Pässe für 311 Yards und einen Touchdown gefangen. Anschließend fing er in sieben Partien für Chicago lediglich 14 Pässe für 140 Yards.
Claypools Zeit in Chicago endete nach nur zehn Spielen, nachdem er sich mit Verantwortlichen des Teams überworfen hatte. Nachdem er auch in den ersten drei Spielen der Saison 2023 wenig erfolgreich gewesen war, beschwerte Claypool sich öffentlich darüber, dass er nicht angemessen eingesetzt werden würde. Daraufhin wurde er in den folgenden beiden Spielen nicht für den Spieltagskader nominiert. Am 6. Oktober 2023 einigten die Bears sich mit den Miami Dolphins auf einen Trade von Claypool, bei dem sie für Claypool und einen Siebtrundenpick 2025 einen Sechstrundenpick 2025 erhielten.
Im Mai 2024 nahmen die Buffalo Bills Claypool unter Vertrag. Er wurde vor Saisonbeginn auf die Injured Reserve List gesetzt und einigte sich im August 2024 mit den Bills auf eine Auflösung seines Vertrags.

### NFL-Statistiken
| Saison                             | Team                | Spiele | Spiele | Receiving | Receiving | Receiving | Receiving | Receiving | Rushing | Rushing | Rushing | Rushing | Rushing | Fumbles | Fumbles |
| Saison                             | Team                | GP     | GS     | Rec       | Yds       | Avg       | Lng       | TD        | Att     | Yds     | Avg     | Lng     | TD      | Fum     | Lost    |
| ---------------------------------- | ------------------- | ------ | ------ | --------- | --------- | --------- | --------- | --------- | ------- | ------- | ------- | ------- | ------- | ------- | ------- |
| 2020                               | Pittsburgh Steelers | 16     | 6      | 62        | 873       | 14,1      | 84        | 9         | 10      | 16      | 1,6     | 8       | 2       | 3       | 1       |
| 2021                               | Pittsburgh Steelers | 15     | 13     | 59        | 860       | 14,6      | 59        | 2         | 14      | 96      | 6,9     | 25      | 0       | 0       | 0       |
| 2022                               | Pittsburgh Steelers | 8      | 8      | 32        | 311       | 9,7       | 26        | 1         | 8       | 55      | 6,9     | 15      | 0       | 0       | 0       |
| 2022                               | Chicago Bears       | 7      | 3      | 14        | 140       | 10,0      | 31        | 1         | 1       | 4       | 4,0     | 4       | 0       | 1       | 1       |
| 2023                               | Chicago Bears       | 3      | 2      | 4         | 51        | 12,8      | 20        | 1         | 0       | 0       | 0,0     | 0       | 0       | 0       | 0       |
| 2023                               | Miami Dolphins      | 9      | 0      | 4         | 26        | 6,5       | 15        | 0         | 0       | 0       | 0,0     | 0       | 0       | 0       | 0       |
| Total                              | Total               | 58     | 32     | 175       | 2261      | 12,9      | 84        | 13        | 33      | 171     | 5,2     | 25      | 2       | 4       | 2       |
| Quelle: pro-football-reference.com |                     |        |        |           |           |           |           |           |         |         |         |         |         |         |         |